# Quercus firmurensis
Quercus firmurensis là một loài thực vật có hoa trong họ Cử. Loài này được Hy miêu tả khoa học đầu tiên năm 1898.